# Molakalmuru
Molakalmuru é uma panchayat (vila) no distrito de Chitradurga, no estado indiano de Karnataka.

## Demografia
Segundo o censo de 2001, Molakalmuru tinha uma população de 14 131 habitantes. Os indivíduos do sexo masculino constituem 52% da população e os do sexo feminino 48%. Molakalmuru tem uma taxa de literacia de 66%, superior à média nacional de 59,5%: a literacia no sexo masculino é de 75% e no sexo feminino é de 57%. Em Molakalmuru, 13% da população está abaixo dos 6 anos de idade.